# Mohyliady
Mohyliady – część tzw. awantur mołdawskich, tych które organizowano – głównie za sprawą polskich magnatów – w celu osadzenia lub utrzymania na tronie mołdawskim przedstawicieli rodu Mohyłów. Termin ten zaproponował Mariusz Kowalski w książce Księstwa Rzeczpospolitej. Państwo magnackie jako region polityczny (wyd. 2013), poprzez analogię do Dymitriad, które organizowano w tym samym okresie.
Do Mohyliad zaliczyć można wyprawy wojenne Rzeczpospolitej przeprowadzone z inicjatywy Jana Zamoyskiego, które wspierały Jeremiego Mohyłę (I i II Mohyliada) i Szymona Mohyłę (II Mohyliada), oraz samodzielne wyprawy polskich magnatów (Stefana Potockiego i Samuela Koreckiego – zięciów Jeremiego), w celu wspierania kolejnych przedstawicieli rodu Mohyłów (III, IV i V Mohyliada).

## Kalendarium
- I Mohyliada – wojna polsko-mołdawska (1595) – wyprawa Jana Zamoyskiego
  - 1595 – bitwa pod Suczawą
  - 1595 – bitwa pod Cecorą

- II Mohyliada – walki z Michałem Walecznym (1599–1600) – walki Rzeczypospolitej Obojga Narodów z Siedmiogrodem oraz Hospodarstwem Wołoskim i Mołdawskim
  - 1599 – bitwa pod Șelimbărem
  - 1600 – bitwa pod Bukowem
  - 1600 – bitwa nad rzeką Argeș

- III Mohyliada – wojna polsko-mołdawska (1607) – walki tron mołdawski, I wyprawa Stefana Potockiego
  - 1607 – bitwa pod Ștefănești

- IV Mohyliada – wojna polsko-mołdawska (1612) – walki tron mołdawski, II wyprawa Stefana Potockiego
  - 1612 – bitwa pod Sasowym Rogiem

- V Mohyliada – wojna polsko-mołdawska (1615–1616) – walki tron mołdawski, wyprawa Samuela Koreckiego
  - 1615 – bitwa pod Chocimiem
  - 1616 – bitwa pod Benderami
  - 1616 – bitwa pod Sasowym Rogiem